# Theridion perpusillum
Theridion perpusillum är en spindelart som beskrevs av Simon 1885. Theridion perpusillum ingår i släktet Theridion och familjen klotspindlar. Inga underarter finns listade i Catalogue of Life.